# Родис

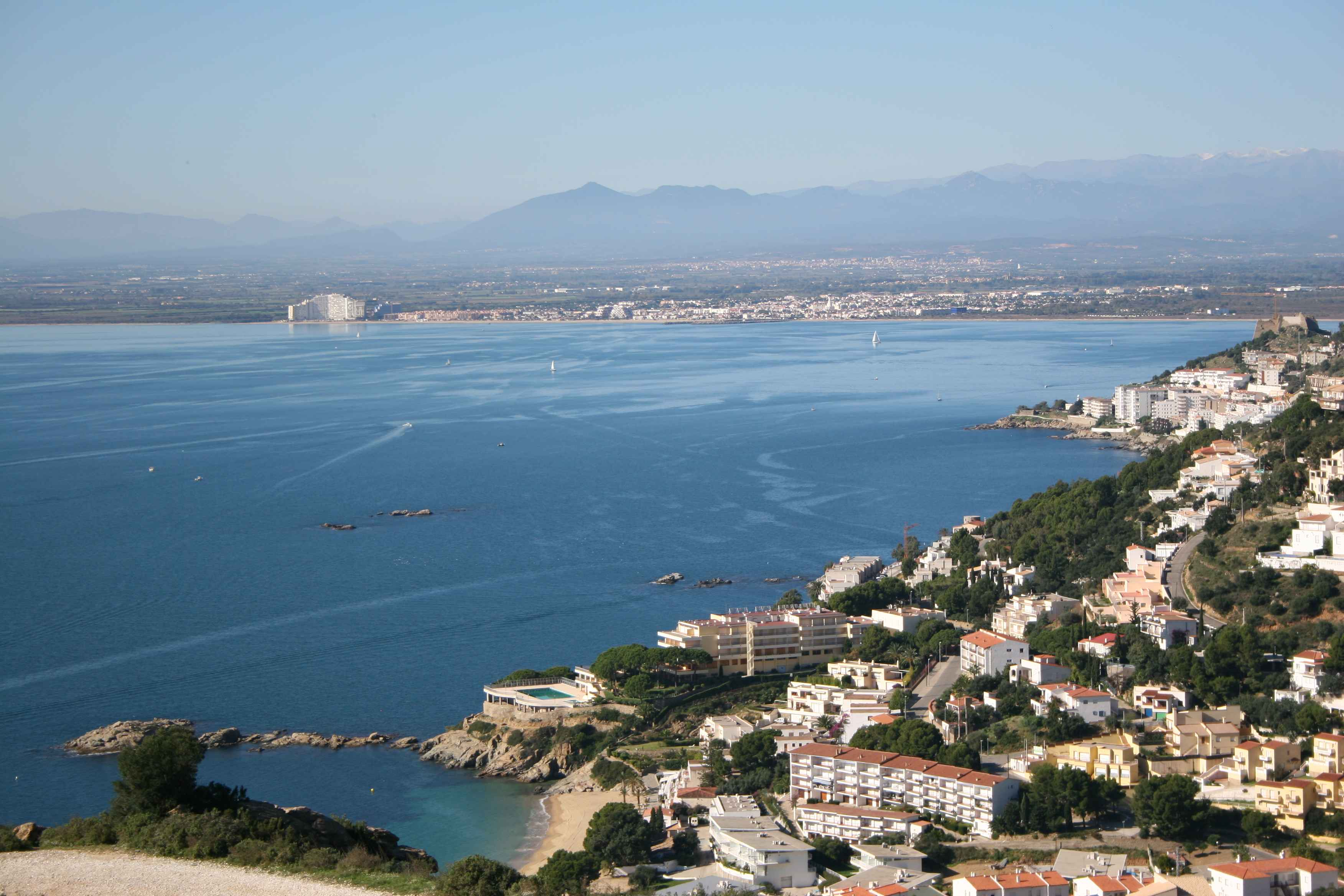
Современная застройка побережья муниципалитета Росас, который возник на месте античного Родис

Родис, Роде, Родос (греч.  Ῥόδη, Ῥόδος, Ῥοδίπολις, Ῥόδη πόλις, лат.  Rhodus, кат.  Rodes) — древнегреческая колония на Иберийском полуострове. Остатки поселения находятся на территории муниципалитета Розас в Автономной области Каталония. Каталанское название — Розас или Родас (кат.  Rodes).
Город был основан в IV в. до н. э. греческими колонистами из поселения Масалия (сейчас Марсель) для торговли с местным населением Иберийского полуострова.
Во время II Пунической войны город был завоёван Марком Порция Катоном Старшим.
Город существовал до арабского завоевания в 713 г. После отвоевания территории современной комарки Альт-Эмпорда в 797 г. на месте Родис было основано новое поселение под названием Росас.